# Daniel (Utah)
Pour les articles homonymes, voir Daniel.
La ville américaine de Daniel est située dans le comté de Wasatch, dans l’Utah. Sa population s’élevait à 770 habitants lors du recensement de 2000, date à laquelle Daniel était une census-designated place. Elle est incorporée depuis 2006.

## Source
- (en) Cet article est partiellement ou en totalité issu de l’article de Wikipédia en anglais intitulé « Daniel, Utah » (voir la liste des auteurs).